# Leona Pierce
Leona Pierce (* 28. Januar 1921 in Santa Barbara, Kalifornien; † 12. Februar 2002 in Norwalk, Connecticut) war eine US-amerikanische Malerin, Druckgrafikerin, Textilkünstlerin und Lehrerin.

## Leben und Werk
Leona Pierce wurde am 28. Januar 1921 in Santa Barbara, Kalifornien, geboren. Sie zog nach New York, um an der Art Students League zu studieren. Sie setzte ihre Ausbildung an der New School fort, wo sie von Künstlern wie Yasuo Kuniyoshi und Stuart Davis beeinflusst wurde. 1951 heiratete sie den uruguayisch-amerikanischen Künstler Antonio Frasconi. Das Paar ließ sich in Norwalk, Connecticut, nieder und hatte zwei Söhne, Pablo und Miguel. Leona Pierce verstarb am 12. Februar 2002 in Norwalk, Connecticut.
Leona Pierce ist vor allem für ihre farbigen Holzschnitte bekannt, die spielende Kinder darstellen. Ihre Arbeiten zeichnen sich durch lebendige Farben und eine verspielte Darstellung aus. Ihre Werke sind in den Sammlungen des Brooklyn Museum, der New York Public Library, der Library of Congress und des Smithsonian American Art Museum vertreten.